# Crucianella maritima
Crucianella maritima (L.) es una planta herbácea de la familia de las rubiáceas.

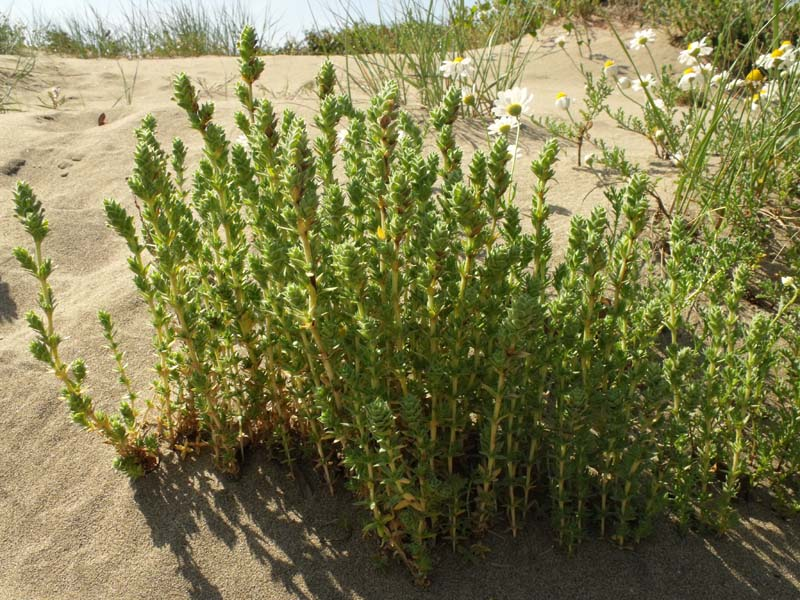
En su hábitat

## Descripción
Esta es una planta estrictamente psamófila, que coloniza la parte central de las dunas detrás de la comunidad de Ammophila arenaria, formando una comunidad leñosa baja y abierta. Como todas las rubiáceas tiene las hojas verticiladas, pero las tiene tan aplicadas unas sobre las otras que este carácter no es fácil de ver. Las flores son de color amarillo.

## Distribución
Se distribuye por la región mediterránea occidental, en España se encuentra en Alicante, Castellón, Islas Baleares, Tarragona , Valencia Andalucía y llega a las costas cantábricas.

## Hábitat
Forma parte de comunidades caméfitas en arenales marítimos. Florece en la primavera y el verano.

## Taxonomía
Crucianella maritima fue descrita por Carlos Linneo y publicado en Species Plantarum 1: 109, en el año 1753.
Citología
Número de cromosomas de Crucianella maritima (Fam. Rubiaceae) y táxones infraespecíficos:
2n=22
Sinonimia
- Rubeola maritima (L.) Moench (1794).
- Crucianella erecta Shecut (1806).
- Crucianella rupestris Guss. (1832).
- Crucianella maritima subsp. rupestris (Guss.) Nyman (1879).[3][4]

## Nombres comunes
- Castellano: rubia de mar, rubia espigada del mar, rubia espigada de mar, rubia espigada marina, rubia marina.[5]